# 阿尔弗雷德·贝格尔
阿尔弗雷德·贝格尔（德語：Alfred Berger，1894年8月25日—1966年6月11日），奥地利男子花样滑冰运动员。他曾代表奥地利参加1924年冬季奥林匹克运动会花样滑冰比赛，搭档海伦妮·恩格尔曼获得双人滑金牌。